# ハンフリー・デービー
初代準男爵、サー・ハンフリー・デービー（英語: Sir Humphry Davy, 1st Baronet、1778年12月17日 - 1829年5月29日）は、イギリスの化学者で発明家。アルカリ金属やアルカリ土類金属をいくつか発見したことで知られ、塩素やヨウ素の性質を研究したことでも知られている。ベルセリウスは On Some Chemical Agencies of Electricity と題したデービーの1806年の Bakerian Lectureを「化学の理論を豊かにした最良の論文のひとつ」としている。この論文は19世紀前半の様々な化学親和力理論の核となった。1815年、デービー灯を発明し、可燃性の気体が存在しても坑夫が安全に働けるようになった。

## 生涯

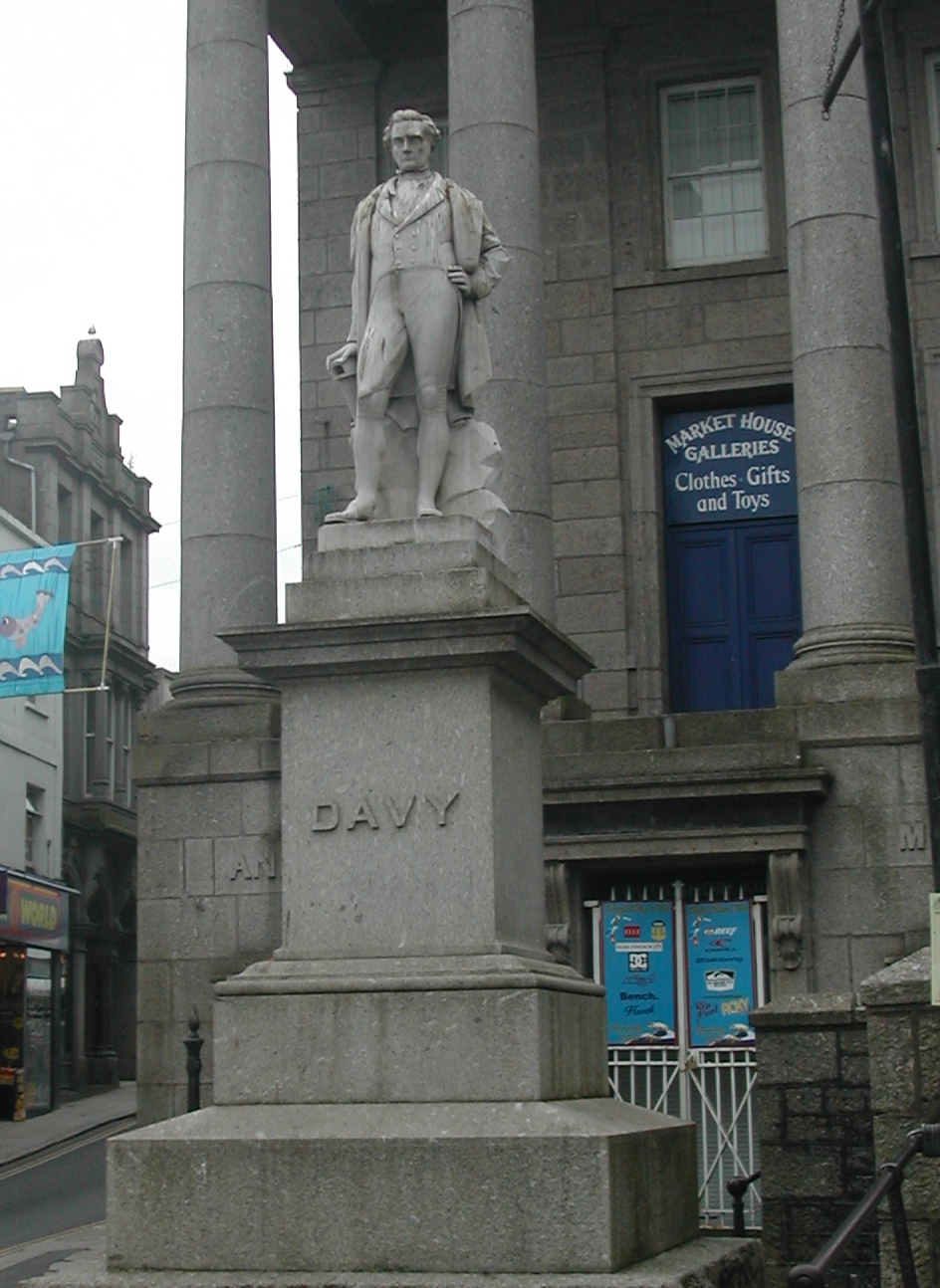
故郷ペンザンスにあるデービーの像

1778年12月17日、コーンウォールのペンザンスに生まれる。教区記録簿によれば、ロバート・デービーの息子で、1779年1月22日に洗礼を受けたという。父は木彫職人で、利益よりも芸術性を追求する傾向があった。旧家の出身で、多少財産があった。妻グレースの家系も旧家だが、それほど裕福ではなかった。グレースの両親は熱病で相次いで亡くなり、グレースは姉妹と共にペンザンスの外科医ジョン・トンキンの養子になった。ロバート・デービーとグレースは5人の子をもうけた。ハンフリーは長男で、他に弟ジョン(en)（1790年-1868年）がおり、3人の妹がいた。ジョンはハンフリー同様に化学者となり、ホスゲンと四フッ化ケイ素を発見している。
幼いころ一家はペンザンスから近郊にある先祖から受け継いだ土地に引っ越した。トンキンは幼いデービーの聡明さを見抜き、父親を説得して私立学校に転校させた。当初ペンザンスのグラマースクールに通っていたが、J. C. Coryton という聖職者の指導を受けるようになった。デービーは記憶力がよく本から素早く知識を吸収した。特に好きだった本としてバニヤンの『天路歴程』があり、歴史書もよく読んだ。8歳ごろには、市場の荷車の上に立ち、少年たちを集めて最近読んだ本の話を聞かせていた。そうして詩を愛するようになった。
同じころデービーは科学実験を好むようになる。これは主にクエーカーで馬具工を営んでいたロバート・ダンキンの影響である。ダンキンは自分でボルタ電池やライデン瓶を作り、数学の原理を視覚化する模型を作ったりしていた。それらを使ってダンキンはデービーに科学の初歩を教えた。後に王立研究所の教授になったとき、デービーはダンキンから教わった実験の多くを再現することになる。1793年、デービーはトルーローに行き、Cardew という博士の下で教育を終えた。Cardew は後に「彼がこれほど才能があることを見抜けなかった」と述べている。デービー自身は型に嵌められずに放っておかれたことが自分にとってはよかったと後に述べている。

### 年季奉公と詩人
1794年に父親が亡くなると、トンキンはデービーをペンザンスで病院を営む外科医ジョン・ビンガム・ボーラスに弟子入り（年季奉公）させた。年季明けは1795年2月10日となっていた。その病院の薬局でデービーは化学を学び、トンキンの自宅の屋根裏で化学実験を行った。デービーの友人はよく「あいつは手に負えない。そのうち俺たちを吹っ飛ばすだろう」と言っていた。また、妹の服に腐食性の化学物質で大きなシミを作ったことがある。
デービーの詩人としての側面は多くの者が言及しており、デービーの伝記を書いたジョン・アイルトン・パリスもデービーの詩について簡単に触れている。デービーが最初に詩を書いたのは1795年のことで、The Sons of Genius と題したその詩は若さゆえの未熟さが目立つ。その後数年間に多数の詩を生み出した。中でも On the Mount's Bay と St. Michael's Mount は感受性豊かで楽しげだが、真の詩的想像力は示されていない。デービーは間もなく科学に専念するため詩作を断念する。17歳のとき、初恋を詩にしていたころ、デービーは熱の物質性という問題をクエーカーの友人と熱心に議論していた。ダンキンはデービーについて「人生で出会った中で最も議論上手」だと述べたことがある。ある冬の日、デービーはダンキンをペンザンスを流れる川に誘い、2つの氷の板をこすりあわせると氷が溶け出すほどのエネルギーが生まれ、こするのをやめると復氷によって氷の板がくっつくという実験を披露した。後にデービーは王立研究所でさらに洗練させた形で同じ実験を披露し、注目を浴びた。

### 初期の科学的関心
王立協会フェローだったデービス・ギルバートは、ボーラス博士の自宅の門のところで偶然デービーと出会った。若者の話に興味を持ったギルバートは彼に自分の書斎を使わせることを申し出、自宅に招待した。そこで、聖バーソロミュー病院の付属医学校で化学講師を務めていたエドワーズ博士と出会う。エドワーズ博士はデービーに実験室の器具の使用を許可し、ヘイルの港の水門の問題を話した。当時、銅や鉄でできた水門が海水によって急速に腐食することが問題となっていた。当時ガルバニック腐食は知られていなかったが、その話からデービーは後に船体に銅板を葺いた船での実験を思いついた。ジェームズ・ワットの息子グレゴリー・ワットは療養のためペンザンスを訪れ、デービーの母の家に滞在した。そこでデービーと友人になり、デービーは彼から化学を学んだ。ウェッジウッド家も冬をペンザンスで過ごす習慣があり、デービーは彼らとも面識があった。
トーマス・ベドーズ (Thomas Beddoes) とジョン・ヘイルストーン (en) は地質学上の論争（地球上の岩石は火山によってできたのか、原始地球の海で鉱物が析出して結晶化したのか）を戦わせていた。2人はデービス・ギルバートの案内でコーンウォールの海岸の調査旅行にやってきた。その際にデービーとも知り合うことになった。ベドーズはそのころブリストルに気体研究所を創設したところで、研究所を指揮する助手を探していた。そこでギルバートがデービーを推薦。デービーの母とボーラスはそれに賛成したが、トンキンはデービーがペンザンスで外科医として働くことを望んでいた。しかし、デービー本人がベドーズの研究所で働くことを望んでいることを知ると、それを許した。

### 気体研究所

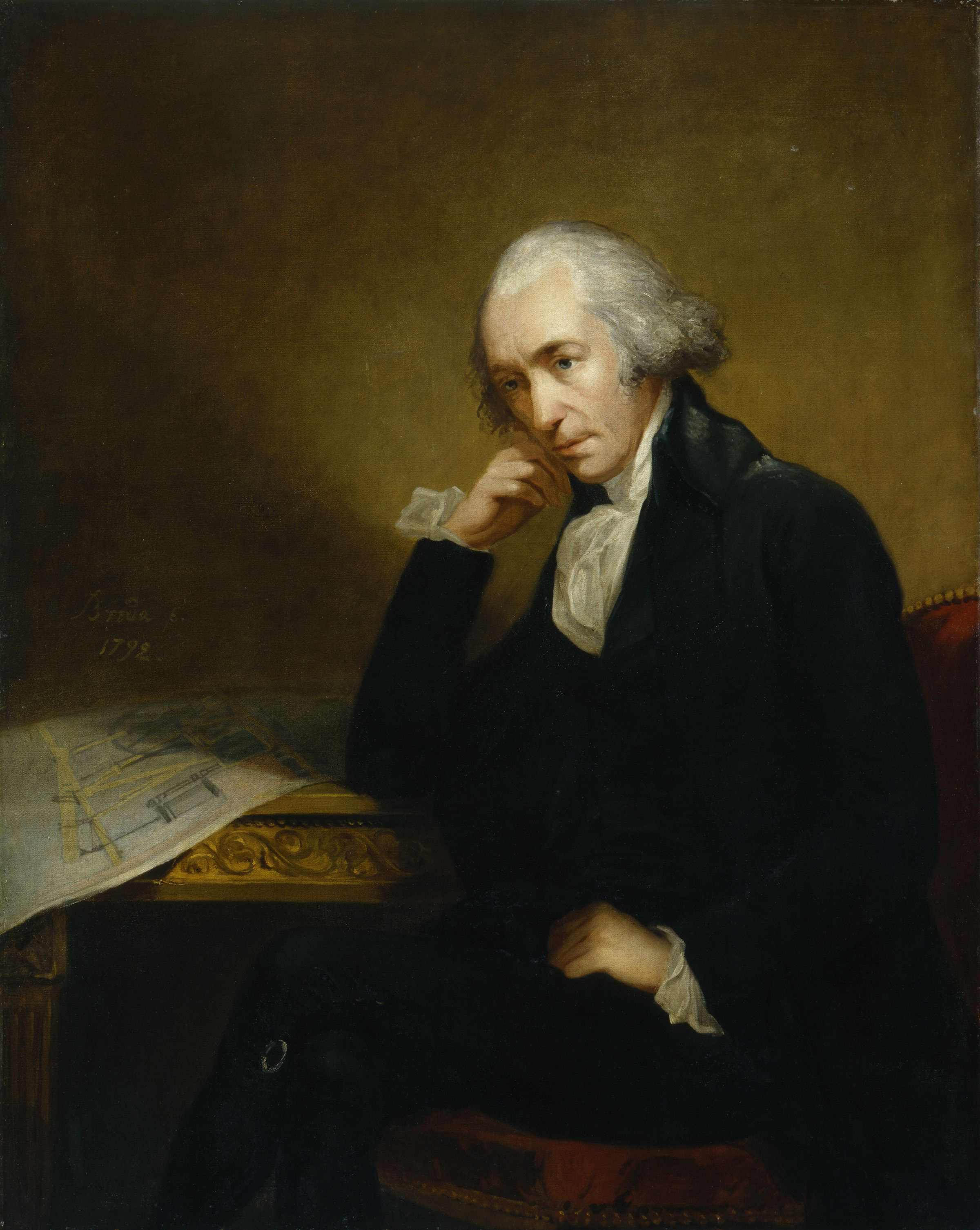
ジェームズ・ワット

1798年10月2日、デービーはブリストルの気体研究所にやってきた。この研究所は人工的に製造した気体を医療に応用することを目的としており、デービーは各種実験の指揮を任された。ベドーズとデービーの間に交わされた取り決めは寛大なもので、デービーは父の残した不動産の相続権を全て放棄して母に渡すことができた。デービーは医者になることをあきらめたわけではなく、エジンバラ大学で学ぶことを考えていたが、間もなく研究所の一画でボルタ電池を多数作り始めた。ブリストルではダラム伯と知り合い、気体研究所で製造した亜酸化窒素（笑気ガス）を定期的に吸引しに来たグレゴリー・ワット、ジェームズ・ワット、サミュエル・テイラー・コールリッジ、ロバート・サウジーとも友人になった。ちなみにデービー本人も笑気ガス中毒（依存症）になっている。このガスを最初に合成したのはイギリスの自然哲学者で化学者のジョゼフ・プリーストリーで、1772年のことである。彼はそれを「フロギストン化窒素ガス」と称していた（フロギストン説）。プリーストリーはその発見を著書 Experiments and Observations on Different Kinds of Air (1775) に記し、鉄のやすり屑を硝酸に浸して熱するという製法も記述した。
ジェームズ・ワットはデービーの亜酸化窒素吸入実験のために運搬可能なガス室を製作した。これにより、ワインによる二日酔いの治療に亜酸化窒素が役立つという結論が得られた（デービーの実験記録に「成功」と記されている）。笑気ガスはデービーの周辺の人々や友人には人気があり、デービー本人もそのガスに痛覚を取り除く能力があることに気づいていたにもかかわらず、デービー本人はそれを麻酔剤として使うということに思い至らなかったようである。笑気ガスの麻酔剤としての使用はデービーの死後数十年経って、医療や歯科治療で一般化することになった。
デービーは研究所の仕事に熱心に取り組み、周辺の観光案内をしてくれたベドーズ夫人と長い不倫関係を結んだ。1799年12月、初めてロンドンを訪れ、そこでさらに友人を作っている。
様々なガス実験でデービーはかなりの危険を冒している。一酸化窒素の吸引実験では、口中で硝酸 (HNO3) が発生したと見られ、口の粘膜を激しく損傷する結果となった。一酸化炭素の吸引実験では、死線をさまようことになった。外気を取り入れてやっと生気を取り戻し「私は死なない」と言ったデービーだが、回復するまで数時間を要した。デービーは実験室から庭によろめき出て、自分の脈を取ってみた。実験記録には「糸のようで (threadlike)、脈が極めて速くなる」と記している。
その年、デービーは West-Country Collections の第1巻を刊行した。その半分はデービーの論文 On Heat, Light, and the Combinations of Light、On Phos-oxygen and its Combinations、Theory of Respiration である。1799年2月22日、デービーはデービス・ギルバートへの手紙にカロリック説が間違っていると確信していると記していた。4月10日のデービス・ギルバートへの手紙では、昨日繰り返し実験することの重要性を証明する発見をしたと記している。それは純粋な笑気ガスを製造する方法を確立したという発見だった。彼はさらに7分近く笑気ガスを吸引し続けても全く問題なかったと記している。同年デービーは Researches, Chemical and Philosophical, chiefly concerning Nitrous Oxide and its Respiration を発表した。後年、デービーはそれらの未熟な仮説を出版したことを後悔している。
デービーは気体研究所で電気を使った実験も行って成功したと、デービス・ギルバートへの手紙に書いている。

### 王立研究所
1799年、ベンジャミン・トンプソンはロンドンでの「知識普及のための研究所」の創設を提案した。科学を知らない一般人向け（貴族向け）に公開実験を行い、科学の普及に貢献することを目的としている。それが王立研究所である。1799年4月に建物を購入。トンプソンが所長となり、最初の講演者はガーネット博士だった。

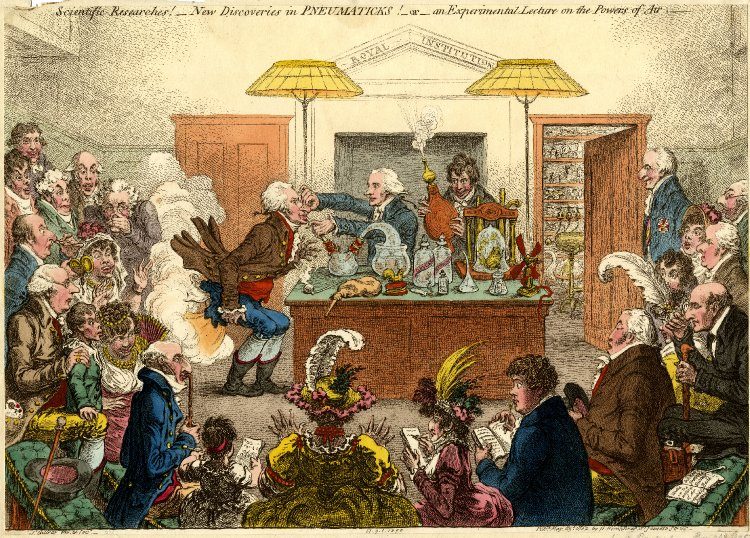
James Gillray による風刺画。王立研究所でガーネット博士が行った講演の様子。ふいごを持っているのがデービー、右端にいるのがベンジャミン・トンプソン。ガーネット博士は被験者の鼻をつまんでいる。

デービーの Researches は斬新な内容で化学に関する発見で溢れていたため、自然哲学者らの関心をひきつけ、デービー自身が一躍注目されるようになった。デービーの動向を長い間気にしていたジョゼフ・バンクスは1801年2月、デービーを公式に呼び寄せ、ベンジャミン・トンプソンやヘンリー・キャヴェンディッシュと共に面接した。デービーは1801年3月8日のギルバート宛ての手紙で、バンクスやトンプソンからロンドンの王立研究所での仕事と電気の研究への資金提供の申し出があったことを記している。また、その手紙の中で、ベドーズの気体研究所での仕事は続けられないだろうと記している。1801年、デービーは王立研究所で化学講演助手兼実験主任となり、同研究所の発行する雑誌の編集助手も務め、研究所内に部屋を与えられ、燃料と給料を支給されることになった。
1801年4月25日、デービーは比較的新しい分野である動電気学（静電気の対義語。電流が流れる電気を扱う）の講演を行い、天職の1つに出会った。彼は友人のコールリッジと人間の知識の本質や進歩などといった話題でよく会話を交わし、講演では科学的発見によって文明が進歩していくというビジョンを観客に提示した。講演では単に受動的に観察し考察する学者というよりも、自身の実験器具を自在に操って能動的に周囲を支配した。最初の講演は絶賛され、6月の講演では最終的に500人近い観客が集まったという。
デービーは講演に華々しい、時には危険ですらある実験を組み込み、天地創造の引用を散りばめつつ、本物の科学的情報も織り込んで解説した。講演者として人気を博しただけでなく、ハンサムなデービーは女性からの人気も高かった。Gillrayの風刺画で描かれた観客のほぼ半数は女性である。動電気学の一連の講演が終了すると、デービーは農芸化学の一連の講演を開始し、さらに人気を博した。1802年7月、王立研究所で1年あまりが経過したころ講演助手から正講演者に昇格した。23歳のことである。ガーネット博士は健康上の問題を理由に静かに引退した。
1803年11月、デービーは王立協会フェローに選ばれた。1810年にはスウェーデン王立科学アカデミーの外国人会員に選ばれた。

#### 新元素発見
1806年、「結合の電気化学的仮説」を発表。

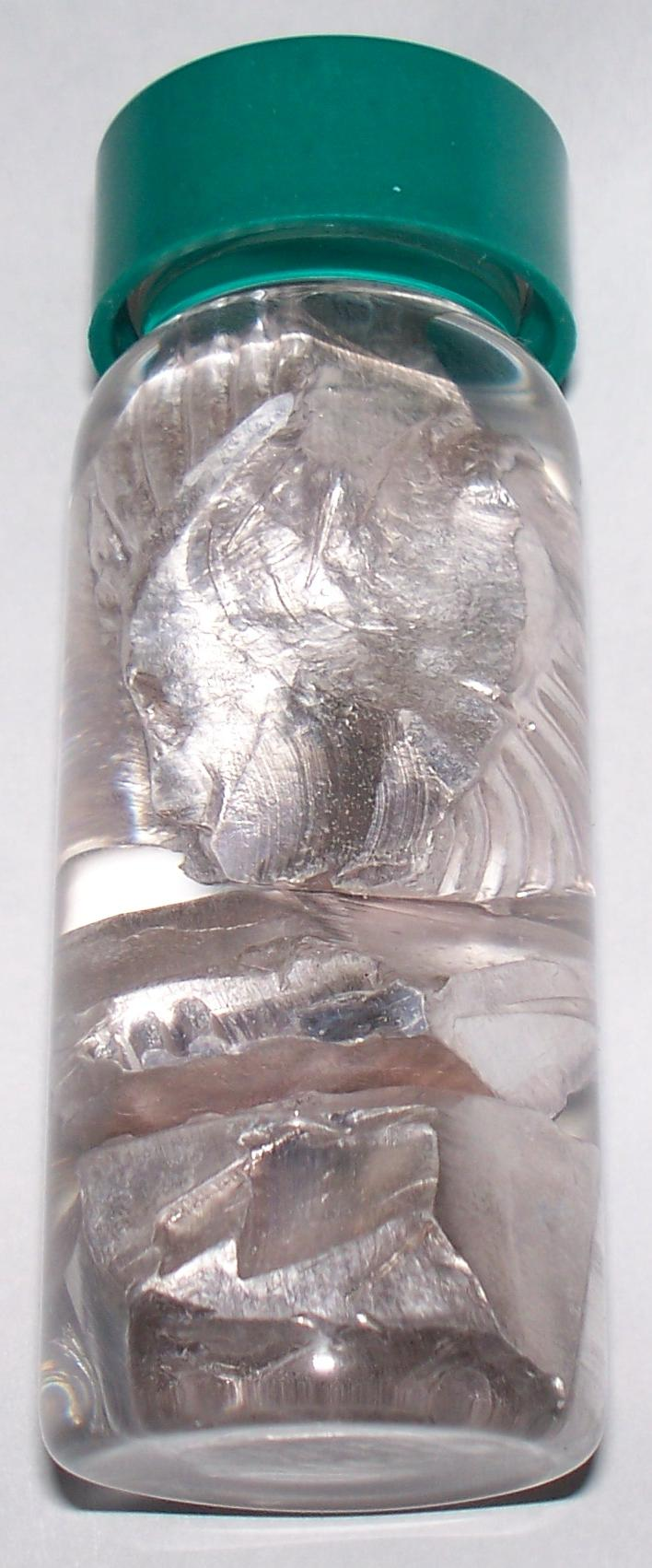
油に浸した金属ナトリウム

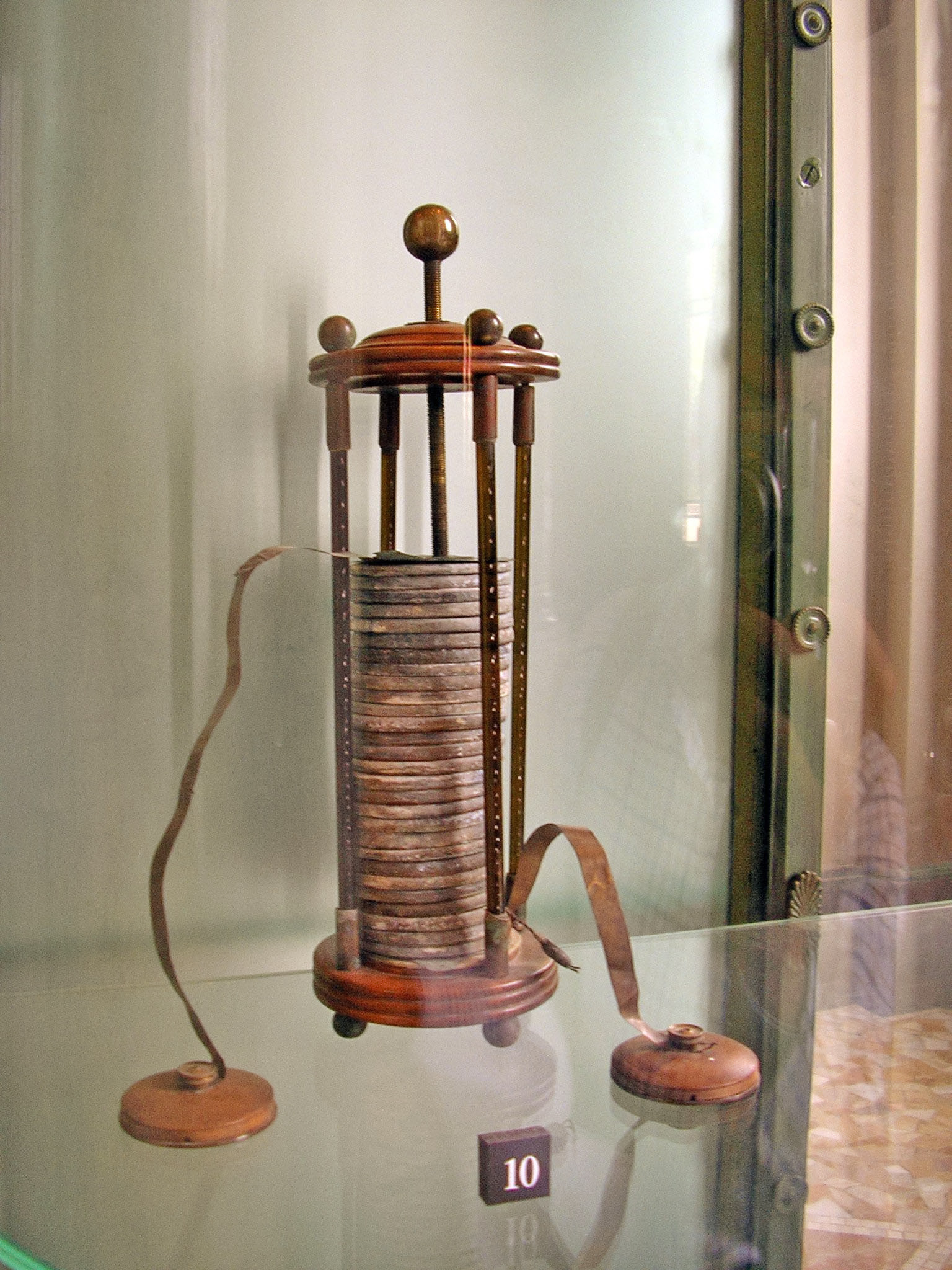
ボルタ電池

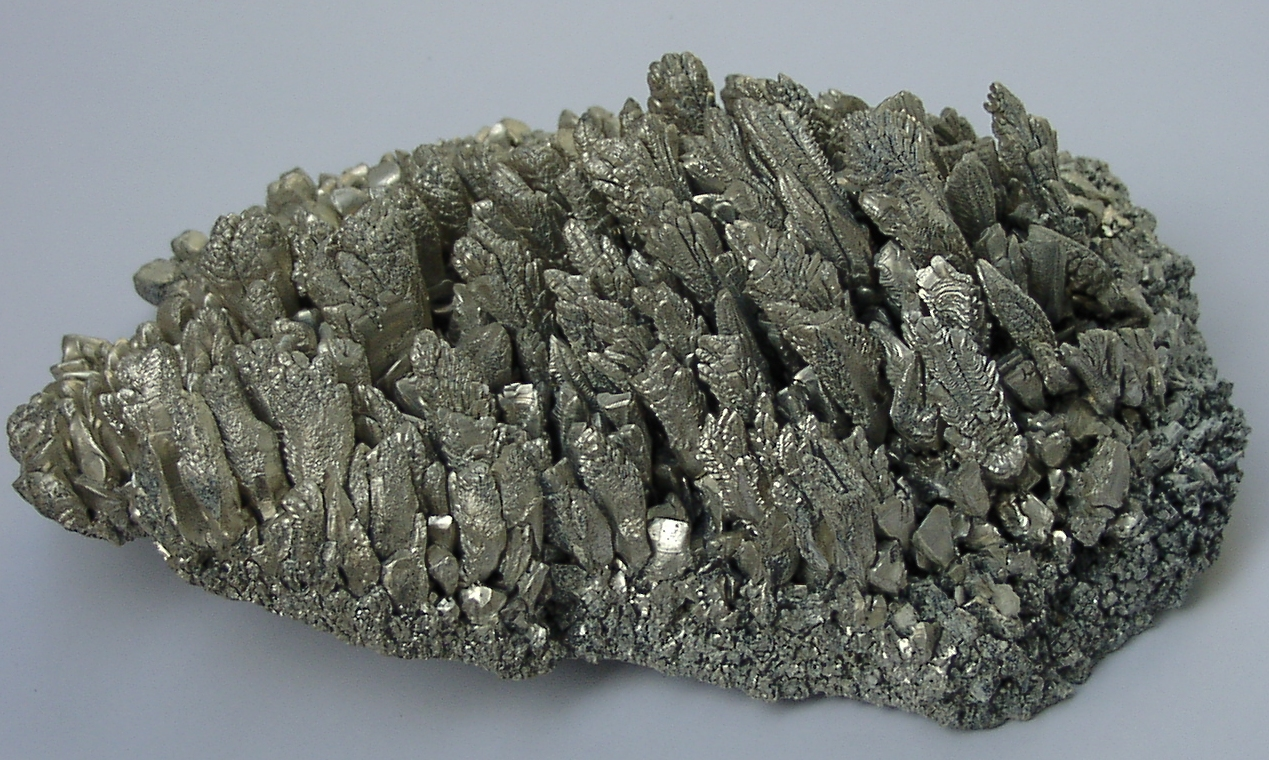
金属マグネシウムの結晶

デービーはボルタ電池を使った電気分解の先駆者であり、よくある化合物を分解して様々な新元素を発見した。彼は溶融塩の電気分解によって非常に反応性の高いアルカリ金属であるナトリウムやカリウムといった新たな金属を発見。カリウムは1807年、水酸化カリウム (KOH) の電気分解で発見している。18世紀になるまで、ナトリウムとカリウムは区別されていなかった。カリウムは電気分解で単離された最初の金属である。ナトリウムは、溶融した水酸化ナトリウムを電気分解することで同年デービーが単離した。1808年には石灰と酸化水銀の混合物を電気分解することでカルシウムを発見した。これは、ベルセリウスらが石灰と水銀の混合物の電気分解からカルシウムのアマルガムを得たと聞き、自分でも試してみた結果である。その後も電気分解実験を続け、マグネシウム、ホウ素、バリウムを発見した。6つの元素を発見した化学者は、デービーただ一人である。

#### 塩素の発見
塩素は1774年、スウェーデンの化学者カール・ヴィルヘルム・シェーレが発見したが、「脱フロギストン海塩酸気」"dephlogisticated marine acid air"（フロギストン説参照）と名付け、酸素を含んだ化合物だと誤解していた。シェーレは、二酸化マンガン (MnO2) と塩酸 (HCl、当時は「海塩酸」と呼ばれた) から塩素を作った。
4 HCl + MnO2 → MnCl2 + 2 H2O + Cl2
シェーレは塩素ガスの特性をいくつか観察しており、リトマスを脱色する効果があること、昆虫を殺す効果があること、色が黄緑色であること、王水とよく似た臭いがすることなどを記している。しかし、シェーレはその発見を公表することができなかった。
1810年、塩素を現在の名称である "chlorine" と名付けたのはデービーで、彼はそれが化合物ではなく元素だと主張した。彼はまた、塩酸（塩化水素水溶液）を電気分解しても酸素が得られないことを示した。この発見により、酸は酸素の化合物だとするラヴォアジエの定義を覆した。

### 有名人になる
デービーは講演者として多くの観客を集め、名声を謳歌した。笑気ガス（亜酸化窒素）などの気体の生理作用の実験でもよく知られ、笑気ガスがアルコールに優ると述べているが、そのことも問題とはされなかった。
後にデービーは三塩化窒素の実験中の事故で視力を損なった。この化合物を最初に作ったのはピエール・ルイ・デュロンで1812年のことだが、彼も2度の爆発で指を2本失い、片目を失っている。この事故のためデービーは助手としてマイケル・ファラデーを雇うことになった。

### ヨーロッパ旅行

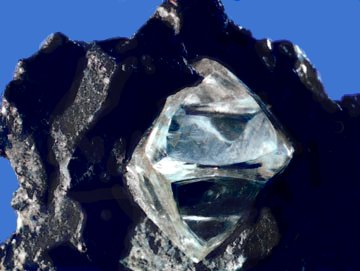
鉱石に埋まったダイヤモンドの結晶

1812年、ナイトに叙せられ、王立研究所での最後の講演を行った後、裕福な未亡人と結婚した。1813年10月、フランスを始めとするヨーロッパ大陸に『新婚旅行』へ旅立つ。この際に実験助手としてファラデーを伴っている（夫人の使用人が当時敵対していたフランスに同行することを拒んだため、彼女はファラデーを使用人として扱ったとされる）。この旅行はまた、ナポレオン・ボナパルトがデービーに贈ったメダルを受け取るための旅でもあった。パリではゲイ＝リュサックに依頼され、ベルナール・クールトアが分離した奇妙な物質の調査を行った。それは現在ヨウ素と呼ばれている元素で、デービーはそれが元素に違いないと述べている。
一行は1813年12月にパリを発ち、イタリアへ向かった。フィレンツェに滞在すると、ファラデーを助手として一連の公開実験を行った。このとき太陽光線を集めてダイヤモンドを発火させる実験を成功させ、ダイヤモンドが純粋な炭素で構成されていることを証明した。
次にローマへ行き、さらにナポリとヴェスヴィオ山を訪れている。1814年6月、ミラノでアレッサンドロ・ボルタと会い、さらにジュネーヴへ向かった。ミュンヘンとインスブルックを経由してイタリアに戻った。その後ギリシャとコンスタンティノープルに向かう予定だったが、ナポレオンがエルバ島を脱出し情勢が不穏になってきたため、イングランドに帰国した。
なお、夫妻に子供はできなかった。

#### デービー灯

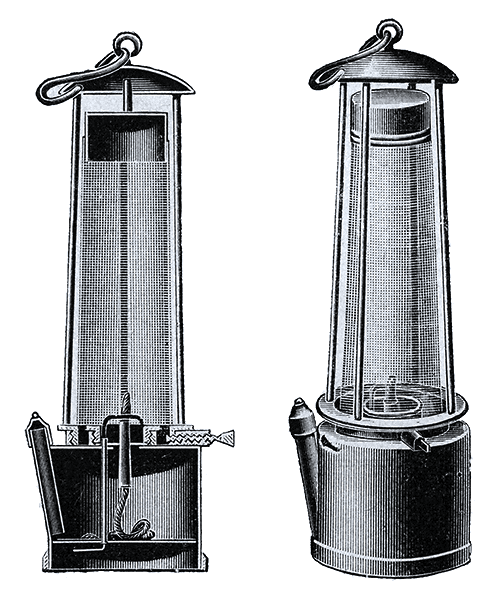
デービー灯

1815年にイングランドに戻ると、デービーは炭鉱で使うランプの実験を始めた。当時、炭鉱で坑夫が使うランプの火が坑内に充満したメタンに引火して爆発する事故が頻発していた。特に1812年、ニューカッスル近郊で大きな事故があり(en)、地下での明かりの改良が急務となっていた。デービーはランプの火を鉄製の細かい網で覆うことで、ランプ内で燃えている炎の熱が金網に吸収されることで外の可燃ガスを着火することを防止することを思いついた。これがデービー灯である。安全灯のアイデアは William Reid Clanny や当時無名だったジョージ・スチーブンソンも提案済みだったが、金網で炎が広がるのを防ぐというデービーのアイデアはその後の設計でよく使われるようになった。スチーブンソンのランプは北東の炭鉱地帯ではよく使われた。炎が外に広がるのを防ぐという考え方は同じだが、その手段がデービーとは異なる。しかし、目の細かい金網を使ったランプは従来よりも暗く、坑道内の湿度の高い環境では金網が錆びやすく劣化しやすかった。またデービー灯の採用により従来は危険として放棄されていた廃坑の採掘が再開されることでかえって爆発事故による死者数が増加したという。
デービーがデービー灯の原理を発見する際にスミソン・テナントの成果を参考にしたのではないかという議論もあるが、一般に両者はそれぞれ独自にその原理に到達したとされている。デービーはデービー灯の特許を取得しなかった。

#### 酸と塩基
1815年、デービーは酸を置換可能な水素（金属と反応したとき金属元素と部分的または完全に置換される水素）を含む物質と定義した。酸と金属を反応させると塩が生じる。塩基は酸と反応して塩と水を生成する物質とされた。これらの定義は19世紀の化学ではほぼうまく機能した。

### 晩年と死

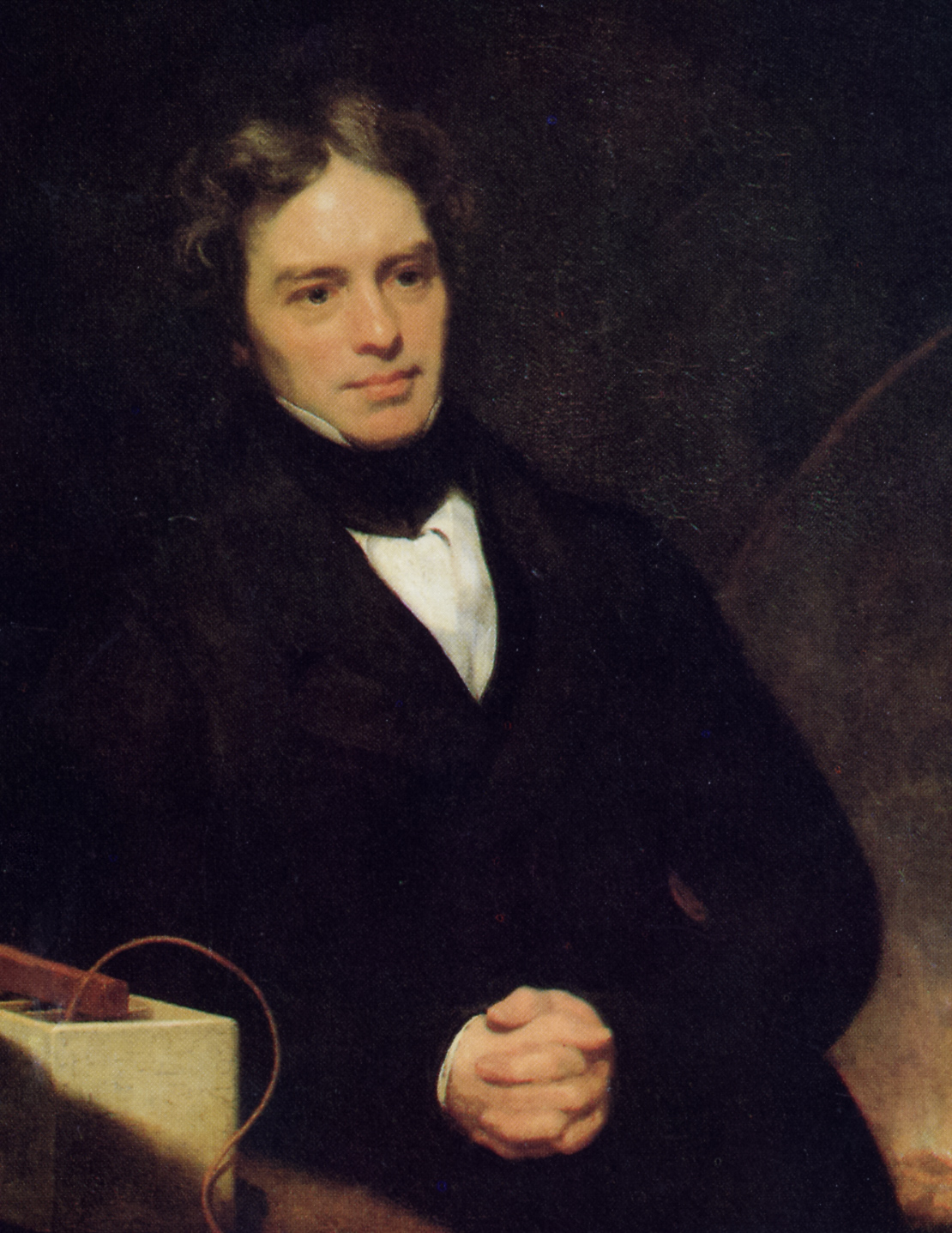
マイケル・ファラデーの肖像画（作 Thomas Phillips、1841–1842年ごろ）

デービー灯発明の功績が認められ、1819年1月、デービーは当時のイギリスの科学者（平民）としては最高の栄誉である準男爵を授爵。翌1820年には王立協会会長に就任。
デービーの実験助手マイケル・ファラデーはデービーの成果をさらに発展させ、当代一の科学者となり、デービー最大の発見はファラデーを見出したことだと言われるまでになっていた。しかし、これを快く思わなかったデービーは、ウィリアム・ウラストン自身が否定しているにもかかわらず、ファラデーを「ウラストンの研究を盗んだ」と非難したりもした。そのため、ファラデーはデービーが亡くなるまで古典電磁気学の全ての研究を一時期やめざるを得なかった。1823年頃、ファラデーが王立協会の会員になることを猛烈に反対したが、ファラデーは1824年には会員となっている。
快活で多少過敏な気質だったデービーは、あらゆる仕事に独特の熱意とエネルギーを示した。彼の詩や散文が示すように、デービーの精神は非常に想像力豊かだった。詩人サミュエル・テイラー・コールリッジはデービーを「化学者になっていなかったら、詩人として成功していただろう」と述べ、同じく詩人ロバート・サウジーも「彼は本質的に詩人だ」と述べている。言葉を操る才能と説明の才能に恵まれたデービーは、講演者として大成功を収めた。コールリッジは「暗喩のストックを仕入れるため」にデービーの講演を聞きに行ったという。名声を得ることを人生最大の目的としたデービーは、些細な嫉妬で問題を起こしたりもした。エチケットには無頓着で常に率直だったため、普通なら避けられる問題に直面することもあった。
生涯釣り（サケマス類のフライフィッシング）に親しみ、化学に関する書物以外に、釣りに関する本も執筆した。
1826年、健康上の理由により王立協会会長職を退いた（数年前より脳卒中の発作があった）。1829年、療養のため訪れていたスイスで父方から受け継いだ心臓病により死去。最後の数カ月は有名な "Consolations In Travel" を書いて過ごした。それには、詩の自由な批評、科学や哲学についてのエッセイが含まれている。デービーはジュネーヴの墓地に埋葬された。デービーの研究は、ファラデーによって引き継がれた。

## 栄誉と後世への影響
- 月のクレーター Davy はハンフリー・デービーに因んでいる。
- 故郷のペンザンスにはデービーの像がある。その側にある記念銘板には、そこが生誕地だと記されている。
- ペンザンスには、Humphry Davy School がある。また、ハンフリー・デービーの名を冠したパブもある。
- デービーは最初のクレリヒュー（人物四行詩）の主題にされた。
- デービーはロンドン動物学会の創設メンバーである。
- 王立協会は1877年、「化学の何らかの重要な新発見に対して」贈るデービーメダルを創設した。

### 受賞歴
- 1806年 ベーカリアン・メダル（以後複数回にわたって受賞し、それぞれ記念講演を行う）
- 1816年 ランフォード・メダル
- 1805年 コプリ・メダル
- 1827年 ロイヤル・メダル

## 主な著作
デービーの完全な著作一覧はFullmerの文献を参照。
- Davy, Humphry (1800). Researches, Chemical and Philosophical. Bristol: Biggs and Cottle. ISBN 0407331506
- (1813). Elements of Chemical Philosophy. London: Johnson and Co.. ISBN 0217889476
- (1813). Elements Of Agricultural Chemistry In A Course Of Lectures. London: Longman
- (1816). The Papers of Sir H. Davy. Newcastle: Emerson Charnley (on Davy's safety lamp)
- (1827). Discourses to the Royal Society. London: John Murray
- (1828). Salmonia or Days of Fly Fishing. London: John Murray
- (1830). Consolations in Travel or The Last Days of a Philosopher. London: John Murray